# Quyền LGBT ở Latvia
Quyền đồng tính nữ, đồng tính nam, song tính và chuyển giới ở Latvia phải đối mặt với những thách thức pháp lý và xã hội mà những người không phải LGBT không gặp phải. Cả hai hoạt động tình dục đồng giới nam và nữ đều hợp pháp trong Latvia, nhưng các hộ gia đình do các cặp đồng giới đứng đầu không đủ điều kiện cho các biện pháp bảo vệ pháp lý giống nhau dành cho các cặp khác giới. Các cặp đồng giới không thể kết hôn hoặc nhận con nuôi. Latvia không công nhận hôn nhân đồng giới hoặc bất kỳ loại quan hệ đối tác nào khác, bao gồm cả quan hệ đối tác đã đăng ký.
Quá trình dân chủ hóa ở Latvia đã cho phép đồng tính nữ và đồng tính nam thành lập các tổ chức và các yếu tố cơ sở hạ tầng như quán bar, câu lạc bộ, cửa hàng, thư viện, v.v. được tổ chức. Tuy nhiên, quá trình này chỉ dẫn đến quyền hạn chế đối với người LGBT và xã hội chưa đạt đến mức độ khoan dung cao. Người LGBT ở Latvia phải đối mặt với sự phân biệt đối xử rộng rãi trong xã hội. Vào tháng 11 năm 2014, Bộ trưởng Ngoại giao Edgars Rinkēvičs công khai đồng tính thông qua Twitter, trở thành quan chức bầu cử LGBT công khai đầu tiên ở nước này.
Latvia đã cấp quyền cư trú cho người phối ngẫu đồng giới nước ngoài của công dân Latvia, sau vụ kiện Tòa án Công lý Châu Âu liên quan đến Romania, nhưng không có quyền kết hôn nào khác được trao cho cặp đôi.
Một chỉ số năm 2016 cho thấy Latvia là quốc gia tồi tệ nhất ở EU là người đồng tính.

## Công nhận mối quan hệ đồng giới
Latvia không công nhận hôn nhân đồng giới, cũng không có bất kỳ hình thức hợp tác đồng giới nào.
Năm 2006, Latvia đã sửa đổi Hiến pháp để cấm kết hôn đồng giới. Điều 110 của Hiến pháp Latvia trước đây có đoạn: "Nhà nước sẽ bảo vệ và hỗ trợ hôn nhân, gia đình, quyền của cha mẹ và quyền của trẻ em. Nhà nước sẽ hỗ trợ đặc biệt cho trẻ em khuyết tật, trẻ em rời đi mà không có sự chăm sóc của cha mẹ hoặc những người phải chịu đựng bạo lực." Bản án đầu tiên của Điều 110 đã được sửa đổi thành: "Nhà nước sẽ bảo vệ và hỗ trợ hôn nhân - sự kết hợp giữa một người đàn ông và một người phụ nữ, gia đình, quyền của cha mẹ và quyền của đứa trẻ."
Vào ngày 30 tháng 1 năm 2015, một nghị sĩ đã đệ trình một đề xuất cho luật hợp tác, điều này sẽ cho phép "bất kỳ hai người" nào đăng ký hợp tác. Điều này sẽ mang lại cho các cặp vợ chồng sống chung gần như cùng lợi ích và nghĩa vụ như hôn nhân. Đề xuất này đã bị Ủy ban Pháp lý từ chối vào ngày 24 tháng 2 năm 2015. Ủy ban đặt câu hỏi về ý định thay đổi Bộ luật Dân sự, tập trung vào lệnh cấm kết hôn đồng giới theo hiến pháp năm 2006 và mức độ lợi ích của mối quan hệ "giống như hôn nhân", trong khi đề xuất rằng bất kỳ hình thức quan hệ mới nào có thể cần phải bắt đầu từ đầu. Veiko Spolītis, người đã đệ trình đề xuất, đã làm rõ rằng việc đính kèm một điều khoản hợp tác trung lập về giới tính với mã hiện tại sẽ là cách nhanh nhất để dự luật trở thành luật. Mặc dù thất bại, Spolītis đã tuyên bố rằng các cuộc thảo luận về vấn đề này sẽ vẫn tiếp tục. Thành viên Đảng đoàn kết, Ilze Viņķele, kể từ đó đã hứa sẽ phát triển và đệ trình một dự thảo luật mới. Vào tháng 3 năm 2015, một kiến nghị công khai đã được bắt đầu bởi một bên nhỏ "Vì sự phát triển của Latvia" để thông qua luật đối tác, trong đó sẽ cung cấp sự công nhận quan hệ đối tác đã đăng ký và chưa đăng ký giữa các cặp vợ chồng thuộc bất kỳ giới tính nào. Vào tháng 10 năm 2018, Thanh tra viên kêu gọi các nhà lập pháp thông qua luật hợp tác cho cả các cặp đôi khác giới và đồng giới, trích dẫn số liệu thống kê cho thấy khoảng một nửa số trẻ em Latvia được sinh ra ngoài giá thú và các gia đình này nên được bảo vệ pháp lý và quyền.
Vào tháng 6 năm 2018, Tòa án Công lý Châu Âu phán quyết rằng các quốc gia thành viên EU phải cấp cho các cặp đồng giới kết hôn, nơi có ít nhất một đối tác là công dân EU, có quyền cư trú đầy đủ và công nhận tự do di chuyển. Không có quyền nào khác của hôn nhân được trao cho cặp vợ chồng.

## Vị trí đảng về luật hợp tác
| Đảng | Đảng                          | Ủng hộ     | Ghế ở Saeima | Chức vụ                      |
| ---- | ----------------------------- | ---------- | ------------ | ---------------------------- |
|      | Đảng Dân chủ Xã hội "Hài hòa" | Có lẽ      | 23           | Đối lập                      |
|      | Ai sở hữu nhà nước?           | Có lẽ      | 16           | Liên minh/Đối lập (thiểu số) |
|      | Đảng bảo thủ mới              | Không      | 16           | Liên minh                    |
|      | Phát triển/Dành cho!          | Có         | 13           | Liên minh                    |
|      | Liên minh quốc gia            | Không      | 13           | Liên minh                    |
|      | Liên minh xanh và nông dân    | Không      | 13           | Đối lập                      |
|      | Đoàn kết mới                  | Có         | 8            | Liên minh                    |
|      | Hiệp hội các khu vực Latvia   | Không biết | 0            | Đối lập ngoại suy            |
|      | Liên minh Nga-Latvia          | Không      | 0            | Đối lập ngoại suy            |
|      | Những người cấp tiến          | Có         | 0            | Đối lập ngoại suy            |
|      | Dành cho Latvia từ trái tim   | Không      | 0            | Đối lập ngoại suy            |

## Bản dạng và biểu hiện giới
Có thể phẫu thuật thay đổi giới tính ở Latvia và thay đổi hợp pháp danh tính để phản ánh điều này. Luật pháp Latvia không định nghĩa "chuyển đổi giới tính", nhưng phải nộp giấy chứng nhận y tế cho cơ quan chức năng để thay đổi giới tính một cách hợp pháp. Tuy nhiên, vào năm 2004, các nhà chức trách đã từ chối thay đổi danh tính pháp lý đối với người chuyển giới đã trải qua thay đổi giới tính một phần. Người báo cáo có kiến thức về một trường hợp khác trong đó giới tính hợp pháp của họ đã bị thay đổi sau khi chuyển đổi một phần giới tính, đã có hành động pháp lý. Tòa án tối cao Latvia phán quyết năm 2008, rằng trong trường hợp cụ thể này, danh tính pháp lý nên được thay đổi vì chính quyền đã làm như vậy trong các trường hợp tương tự và người, hiện là nam giới, có thể phải đối mặt với nhiều vấn đề khác nhau để xác định hợp pháp là nữ. Điều này dẫn đến một đề xuất lập pháp năm 2009 để sửa đổi luật, điều này khiến cho người chuyển giới phải trải qua triệt sản (có thể gây ra các biến chứng pháp lý tiếp theo) để thay đổi giới tính hợp pháp của họ. Tuy nhiên, những sửa đổi đã bị Saeima (Nghị viện) từ chối.

## Bảng tóm tắt
| Hoạt động tình dục đồng giới hợp pháp                                                                                       | (Từ năm 1992) |
| Độ tuổi đồng ý (16) | (Từ năm 1992) |
| Luật chống phân biệt đối xử trong việc làm                                                                                  | (Từ năm 2006) |
| Luật chống phân biệt đối xử trong việc cung cấp hàng hóa và dịch vụ                                                         | No |
| Luật chống phân biệt đối xử trong tất cả các lĩnh vực khác (bao gồm phân biệt đối xử gián tiếp, ngôn từ kích động thù địch) | No |
| Hôn nhân đồng giới | / (Hiến pháp cấm từ năm 2006; hôn nhân đồng giới được thực hiện tại EU được công nhận cho mục đích cư trú kể từ năm 2018) |
| Công nhận các cặp đồng giới                                                                                                 | No |
| Nhận nuôi bởi một người LGBT                                                                                                | Yes |
| Con nuôi của các cặp vợ chồng đồng giới                                                                                     | No |
| Con nuôi chung của các cặp đồng giới                                                                                        | No |
| Người đồng tính nam, đồng tính nữ và song tính được phép phục vụ công khai trong quân đội                                   | Yes |
| Quyền thay đổi giới tính hợp pháp                                                                                           | Yes |
| Điều trị chuyển đổi bị cấm ở trẻ vị thành niên                                                                              | No |
| Truy cập IVF cho đồng tính nữ                                                                                               | Yes |
| Mang thai hộ cho các cặp đồng tính nam                                                                                      | (Cấm bất kể xu hướng tình dục)                                                                                            |
| NQHN được phép hiến máu | [ 18 ] |